# Административный апелляционный суд Австралии
Административный апелляционный суд Австралии является австралийским судом, который предусматривает квази-судебный пересмотр административных решений австралийского федерального правительства. Это не суд, не часть австралийской судебной иерархии, однако его решения могут быть пересмотрены Федеральным судом Австралии. 

## История
Суд был учрежден актом парламента в 1975 году (Закон об административном апелляционном суде 1975 года) и начал действовать с 1 июля 1976 года.

## Юрисдикция
- Иммиграция и гражданство
- налогообложение
- социальное обеспечение
- корпорации
- банкротство